# La paradoja de Antares
La paradoja de Antares és una pel·lícula dramàtica de ciència-ficció espanyola del 2022 dirigida, escrita, i dirigit per Luis Tinoco en el seu debut com a director de llargmetratge. És protagonitzada per Andrea Trepat.

## Argument
La ficció té lloc en una sola habitació, en la qual participa l'astrofísica dedicada Alexandra Baeza, que interactua per telèfon i vídeo amb la resta de personatges. L'Alexandra treballa en una branca espanyola del projecte SETI. En rebre un senyal del sistema Antares que podria anunciar la confirmació de la intel·ligència extraterrestre (i que se li obliga a verificar), rep la notícia que el seu pare estava a la porta de la mort. S'enfronta a un dilema sobre si la prioritat s'ha de donar a la carrera o a la família.

## Repartiment
- Andrea Trepat com Alexandra Baeza[5]
- Aleida Torrent com Ana[1]
- Jaume de Sans[5]
- David Ramírez com Fernando[1]
- Ferran Vilajosana com Dani[1]

## Producció
Produït pel grup VFX Onirikal Studio, La paradoja de Antares és el primer llargmetratge de Luis Tinoco, un artista d'efectes visuals. Tinoco també va escriure el guió; Bataller va compondre la partitura i Frank Gutiérrez va treballar en el muntatge. El rodatge va durar tres setmanes, i es va desenvolupar en un plató preparat dins les instal·lacions de la productora.

## Llançament
La pel·lícula va fer la seva estrena mundial al Fantastic Fest amb seu a Austin el setembre de 2022. També va arribar a la secció de Noves Visions del LV Festival Internacional de Cinema Fantàstic de Catalunya per a la seva estrena europea. Es va estrenar en cinemes a Espanya el juny de 2023.

## Recepció
Germain Lussier de Gizmodo va trobar la pel·lícula, descrita com "Contacte es troba amb 24 en una sola habitació", per ser la seva pel·lícula preferida del Fantastic Fest 2022, sent "tan ben feta, tan eficaç i tan universal", "destinada a ser refeta a una escala més gran".
Mae Abdulbaki de Screen Rant va puntuar la pel·lícula amb 4 de 5 estrelles ("excel·lent") i va valorar que "és intensa, ben feta, explora temes interessants i està reforçada per una fabulosa actuació central de Andrea Trepat".
Miguel Ángel Romero de Cinemanía ha valorat la pel·lícula amb 3½ sobre 5 estrelles, tenint en compte que, juntament amb el nombre reduït d'elements i el talent de Trepat, el timoner aconsegueix "entrar en un exercici claustrofòbic de ciència-ficció".

## Reconeixements
| Any  | Premi               | Categoria              | Nominat        | Resultat | Ref   |
| ---- | ------------------- | ---------------------- | -------------- | -------- | ----- |
| 2024 | XXXVIII Premis Goya | Millor música original | Arnau Bataller | Pendent  | [ 8 ] |